# Danh sách đảo quốc

Các đảo quốc trên thế giới, những đảo quốc có đường biên giới trên đất liền được biểu thị bằng màu xanh lục và những đảo quốc không có đường biên giới trên đất liền được biểu thị bằng màu xanh dương

Sau đây là danh sách các đảo quốc trên toàn thế giới. Các nước này có lãnh thổ nằm trên 1 hoặc nhiều hòn đảo và không có đường biên giới với bất cứ quốc gia nào.
Úc không được xem là đảo mà là lục địa nhỏ nhất Trái Đất.

## Hiện tại

### Chính trị hiện tại

#### Độc lập
- Antigua và Barbuda
- Bahamas
- Bahrain
- Barbados
- Brunei
- Cabo Verde
- Comoros
- Cuba
- Cộng hòa Síp
- Dominica
- Cộng hoà Dominican
- Liên bang Micronesia
- Fiji
- Grenada
- Haiti
- Iceland
- Indonesia
- Jamaica
- Nhật Bản
- Kiribati
- Madagascar
- Maldives
- Malta
- Quần đảo Marshall
- Mauritius
- Nauru
- New Zealand
- Palau
- Papua New Guinea
- Philippines
- Đài Loan note 5
- Saint Kitts và Nevis
- Saint Lucia
- Saint Vincent và Grenadines
- Samoa
- São Tomé và Príncipe
- Seychelles
- Singapore
- Quần đảo Solomon
- Sri Lanka
- Tonga
- Trinidad và Tobago
- Turks và Caicos
- Tuvalu
- Vanuatu

#### Độc lập, và đang tranh cãi
- Cộng hoà Thổ Nhĩ Kỳ Bắc Síp (một phần của đảo Síp, được Thổ Nhĩ Kỳ công nhận).

#### Tự trị,thuộc địavà bán tự trị
- Åland (Phần Lan)
- Alderney (Anh)
- Samoa thuộc Mỹ ²
- Anguilla (Anh)
- Aruba (Hà Lan)
- Bermuda (Anh)
- Quần đảo Virgin thuộc Anh
- Quần đảo Cayman (Anh)
- Quần đảo Christmas (Úc)
- Quần đảo Cocos (Keeling) (Úc)
- Quần đảo Cook (New Zealand) ¹
- Quần đảo Faroe (Na Uy)
- Quần đảo Falkland (Anh)
- Greenland (Đan Mạch)
- Guam (Mỹ) ²
- Guernsey (Anh)
- Jersey (Anh)
- Đảo Man (Anh)
- Montserrat (Anh)
- New Caledonia (Pháp)
- Niue ¹
- Đảo Norfolk (Úc)
- Quần đảo Bắc Mariana (Mỹ) ²
- Quần đảo Pitcairn (Anh)
- Puerto Rico (Mỹ) ²
- Sark (Anh)
- Saint Helena (Anh)
- Tokelau ¹
- Quần đảo Virgin thuộc Mỹ ²

### Theo hình dạng địa lý

#### Một hòn đảo lớn ở trung tâm
- Bahrain
- Barbados
- Đảo Christmas
- Cuba
- Síp
- Dominica
- Iceland
- Jamaica
- Madagascar
- Malta
- Nauru
- New Caledonia
- Đảo Norfolk
- Saint Lucia
- Singapore
- Sri Lanka
- Đài Loan

#### Trải dài suốt nhóm đảo
- Antigua và Barbuda
- Bahamas
- Quần đảo Cayman
- Quần đảo Cocos (Keeling)
- Comoros
- Liên bang Micronesia
- Fiji
- Grenada
- Indonesia
- Nhật Bản
- Kiribati
- Maldives
- Quần đảo Marshall
- Mauritius
- New Zealand
- Philippines
- Saint Kitts và Nevis
- Saint Vincent và Grenadines
- São Tomé và Príncipe
- Seychelles
- Quần đảo Solomon
- Trinidad và Tobago
- Tokelau

#### Đảo được chia sẻ giữa 2 hoặc nhiều quốc gia
Xem thêm Danh sách các đảo được chia nhỏ

#### Thềm lục địa
- Antigua và Barbuda
- Bahamas
- Bahrain
- Barbados
- Cuba
- Síp
- Dominica
- Grenada
- Jamaica
- Nhật Bản
- Madagascar
- Malta
- Philippines
- Saint Kitts và Nevis
- Saint Lucia
- Saint Vincent và Grenadines
- São Tomé và Príncipe
- Singapore
- Sri Lanka
- Đài Loan
- Vương quốc Liên hiệp Anh và Bắc Ireland
- Trinidad và Tobago

#### Các rặng núi hoặcđảo san hô
- Cabo Verde
- Comoros
- Liên bang Micronesia
- Fiji
- Iceland
- Kiribati
- Maldives
- Quần đảo Marshall
- Mauritius
- Nauru
- New Zealand
- Palau
- Samoa
- Seychelles
- Quần đảo Solomon
- Tonga
- Tuvalu
- Vanuatu

## Từng được xem là một quốc gia

### Lịch sử
- Andros
- Delos
- Lãnh thỗ tự trị Newfoundland - note 3
- Duchy of the Archipelago
- Khios
- Vương quốc Síp
- Vương quốc Anh
- Vương quốc Hawaii
- Vương quốc Ireland
- Vương quốc Man
- Nhà nước tự do Ailen
- Lesbos
- Majapahit
- Vương quốc Merina
- Milos
- Minoas
- Folegandros
- Rhodes
- Đài Loan Dân chủ
- Cộng hòa Hawaii
- Vương quốc Lưu Cầu
- Samos
- Quần đảo Ssese
- Venezia
- Liên bang Tây Ấn, tách thành Anguilla, Antigua, Barbados, Barbuda, Quần đảo Cayman, Dominica, Grenada, Jamaica, Montserrat, Saint Kitts và Nevis, Saint Lucia, Saint Vincent và Grenadines, Tobago, Trinidad và quần đảo Turks và Caicos.
- Zakynthos

### Từng là lãnh thổ thuộc địa, được bảo hộ và tự trị
- Quần đảo Cape Breton, giờ là 1 phần của Nova Scotia, Canada.
- Tây Ấn thuộc Đan Mạch, giờ là Quần đảo Virgin thuộc Mỹ.
- Lãnh thổ Hawaii, là lãnh thổ của Mỹ từ 1898 - 1959, giờ là một phần của liên bang Mỹ.
- Hồng Kông (1841-1860), giờ là một đặc khu hành chính của Trung Quốc note 4
- Labuan, 1 phần thuộc Bắc Borneo, các khu định cư eo biển và Sabah, hiện là lãnh thổ liên bang của Malaysia
- Ma Cao (1557-1999), giờ là đặc khu hành chính của Trung Quốc
- Newfoundland (1583-1809), giờ là tỉnh bang Newfoundland và Labrador của Canada note 3
- Tân Hebrides, giờ là Vanuatu
- Đảo Hoàng tử Edward (Prince Edward Island), giờ là tỉnh bang của Canada
- Réunion, giờ là lãnh thổ hải ngoại của Pháp
- Tasmania, giờ là 1 phần của Úc
- Đảo Vancouver, giờ là 1 phần của tỉnh bang British Columbia, Canada
- Zanzibar và Pemba, giờ là 1 phần của Tanzania

## Vi quốc gia
- Cộng hòa Conch
- Minerva
- Rose Island
- Sealand
- Vương quốc Tavolara
- Vương quốc Redonda

## Danh sách các đảo quốc theo thứ tự ABC
- Antigua và Barbuda
- Bahamas
- Bahrain
- Barbados
- Cabo Verde
- Trung Hoa Dân quốc (Đài Loan) 3
- Comoros
- Cuba 1
- Dominica
- Fiji
- Grenada
- Island
- Jamaica
- Nhật Bản
- Kiribati
- Madagascar
- Maldives
- Malta
- Quần đảo Marshall
- Mauritius
- Liên bang Micronesia
- Nauru
- New Zealand 5
- Palau
- Philippines
- Saint Kitts và Nevis
- Saint Lucia
- Saint Vincent và Grenadines
- Samoa
- São Tomé và Príncipe
- Seychelles
- Singapore
- Quần đảo Solomon
- Sri Lanka
- Tonga
- Trinidad và Tobago
- Tuvalu
- Vanuatu

## Danh sách lãnh thổ không có đường biên giới với nước khác
- Åland 6
- Aruba
- Samoa thuộc Mỹ
- Anguilla
- Quần đảo Ashmore và Cartier
- Đảo Baker
- Bermuda
- Đảo Bouvet
- Quần đảo Cayman
- Quần đảo Christmas
- Quần đảo Cocos (Keeling)
- Quần đảo Cook
- Quần đảo Biển San hô
- Quần đảo Falkland 7
- Quần đảo Faroe
- Polynésie thuộc Pháp
- Vùng đất phía Nam và châu Nam Cực thuộc Pháp 8
- Greenland
- Guam
- Guernsey
- Đảo Heard và quần đảo McDonald
- Đảo Howland
- Lãnh thổ Ấn Độ Dương thuộc Anh
- Đảo Man
- Jan Mayen
- Đảo Jarvis
- Jersey 9
- Đảo Johnston
- Rạn san hô Kingman
- Martinique
- Mayotte
- Rạn san hô vòng Midway
- Montserrat
- Đảo Navassa
- New Caledonia
- Niue
- Đảo Norfolk
- Quần đảo Bắc Mariana
- Rạn san hô vòng Palmyra
- Quần đảo Pitcairn
- Puerto Rico
- Réunion
- Saint Helena
- Saint Pierre và Miquelon
- Svalbard 10
- Nam Georgia và Quần đảo Nam Sandwich 7
- Tokelau
- Quần đảo Turks và Caicos
- Quần đảo Virgin thuộc Anh
- Quần đảo Virgin thuộc Mỹ
- Đảo Wake
- Wallis và Futuna

## Chú giải
- Chú giải 1:  Vịnh Guantánamo tại Cuba là đất thuê của Hoa Kỳ.
- Chú giải 3:  Trung Hoa Dân Quốc (thường gọi là "Đài Loan") chỉ kiểm soát các vấn đề của Đài Loan, Matsu, Kinmen, Bành Hồ v.v... Sau Nội chiến Trung Quốc, nhưng chưa chính thức từ bỏ yêu sách đối với các khu vực hiện đang nằm dưới sự kiểm soát của Trung Quốc, Mông Tuva (một phần nước và liên kết với Liên bang Nga), v.v... Nếu những lãnh thổ đó được tính đến, Trung Hoa Dân Quốc không phải là một quốc gia không biên giới.
- Chú giải 4:  Phần phía Bắc của Cộng hòa Síp không được điều khiển bởi Cộng hòa Síp, nhưng do cuộc xâm lược của Thổ Nhĩ Kỳ, có 1 quốc gia thực tế của Cộng hòa Thổ Nhĩ Kỳ Bắc Síp, chỉ được công nhận bởi Thổ Nhĩ Kỳ.
- Chú giải 5:  New Zealand duy trì yêu sách lãnh thổ ở Châu Nam Cực, vì vậy về mặt kỹ thuật có thể được coi là có biên giới đất liền ở đó.
- Chú giải 6:  Rạn san hô thị trường xác định biên giới giữa Phần Lan và Thuỵ Điển. Ngọn hải đăng trên rạn san hô được quản lý trực tiếp từ Phần Lan và thường không được coi là một phần của Quần đảo Åland.
- Chú giải 7: Quần đảo Falkland và Nam Georgia đang tranh cãi với Argentina.
- Chú giải 8: Pháp tuyên bố lãnh thổ ở Châu Nam Cực và về mặt kỹ thuật có thể được coi là có biên giới đất liền ở đó. Mặt khác, các đảo được quản lý trong lãnh thổ hải ngoại này không có biên giới đất liền.
- Chú giải 9: Các Minquiers ngoài Jersey được Pháp tuyên bố chủ quyền.
- Chú giải 10: Được quản lý bởi Na Uy theo Hiệp ước Svalbard.